# 2-Acetyl-1-pyrrolin
2-Acetyl-1-pyrrolin (kurz: 2AP) ist eine organisch-chemische Verbindung aus der Gruppe der Pyrroline und der Ketone. 2AP ist ein Schlüsselaromastoff in Weißbrotkrusten und bestimmt das Aroma einiger aromatischer Reissorten wie Basmati-Reis wesentlich mit.

## Vorkommen

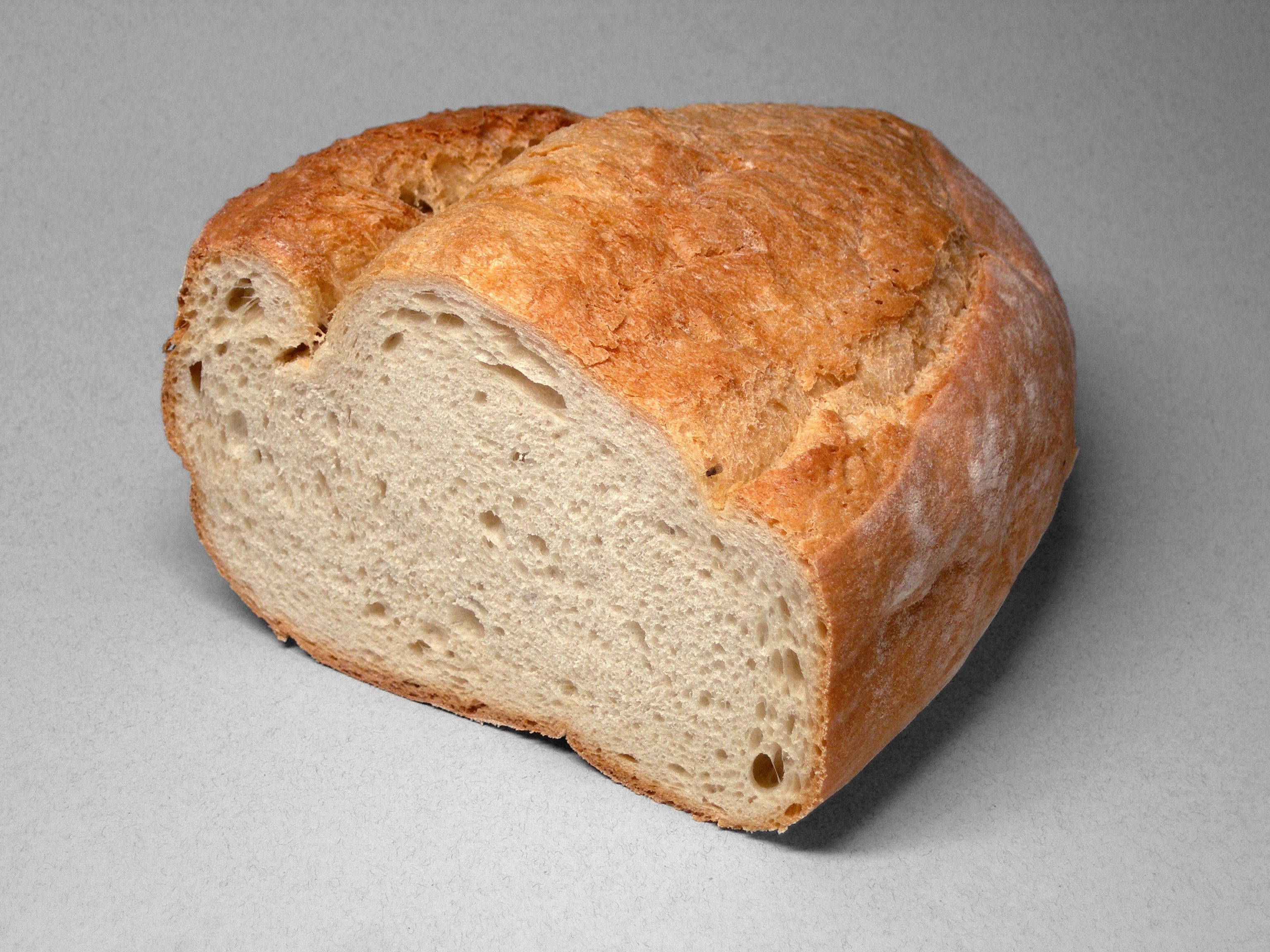
Ein Weizenbrot – 2AP ist das Schlüsselaroma der Kruste

2AP ist ein Naturstoff. Es kommt in vielen Bakterien, Pflanzen, Tieren und Pilzen vor. Beispielsweise wurde es in Blättern von Spinat-, Soja- und Gurkenpflanzen, aber auch im Urin von Tigern gefunden.
Daneben entsteht es bei der Herstellung und Zubereitung vieler Lebensmittel. So ist es unter anderem in frisch gebackenen Broten (besonders in der Kruste bei Weißbroten), Reis, gekochten Kartoffeln, H-Milch und gekochtem Fleisch nachgewiesen worden.

## Entstehung

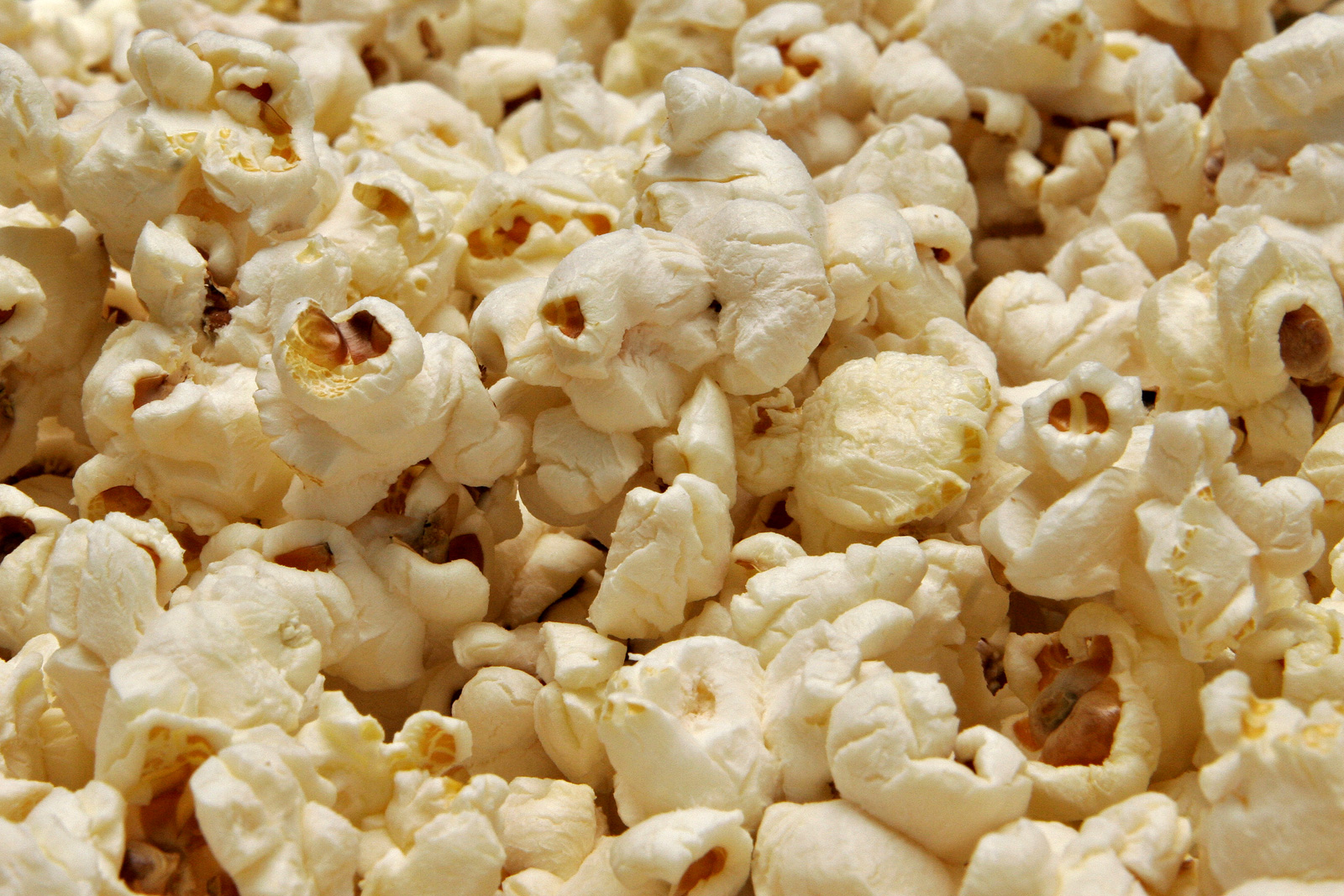
Der Geruch von 2AP erinnert an Popcorn

2AP entsteht im Rahmen von Maillard-Reaktionen bei der Lebensmittelverarbeitung. In Modellversuchen hat sich gezeigt, dass 2AP aus Methylglyoxal und 1-Pyrrolin gebildet wird. Das Methylglyoxal entsteht beim Glucoseabbau und das 1-Pyrrolin beim Strecker-Abbau von Prolin und Ornithin.

## Eigenschaften
Die Geruchsschwelle von 2AP in der Luft liegt bei 0,02 ng/L und in Wasser bei 0,1 μg/L und das Aroma von 2AP wird oft als popcornartig und röstig beschrieben. Der Stoff ist sehr instabil und damit nicht für lange Lagerung oder eine kommerzielle Nutzung geeignet.